# Baie de Seine
La baie de Seine est une baie de la Manche située au débouché de la Seine, en Normandie. Elle s'étend, d'ouest en est, entre la pointe de Barfleur (nord-est de la péninsule du Cotentin), et le cap de la Hève (au nord du Havre), et englobe la baie des Veys. On y trouve l'île de Tatihou et les îles Saint-Marcouf.
Occasionnellement, le nom désigne une entité territoriale et une zone géologique située de part et d'autre de l'estuaire de la Seine : sa rive nord avec Le Havre et son agglomération, et sa rive sud avec Honfleur jusqu'à Deauville.

## Principales villes

### Ville centrale
- Le Havre

### Villes de plus de10 000 habitants
- Bolbec
- Montivilliers

### Villes de5 000à9 999 habitants

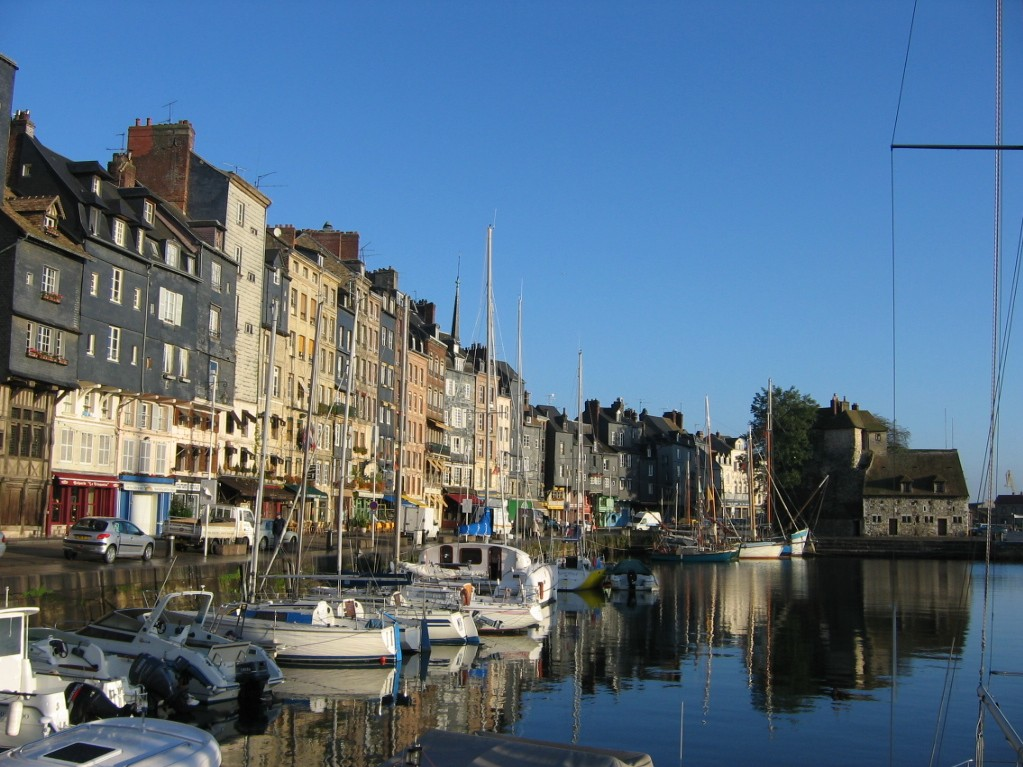
Honfleur : le vieux bassin.

- Gonfreville-l'Orcher
- Harfleur
- Honfleur
- Lillebonne
- Sainte-Adresse

### Villes de1 000à4 999 habitants
- Cauville-sur-Mer
- Courseulles-sur-Mer
- Deauville
- Épouville
- Isigny-sur-Mer
- Fontenay
- Gainneville
- Manéglise
- Merville-Franceville-Plage
- Octeville-sur-Mer
- Ouistreham
- Port-en-Bessin-Huppain
- Réville
- Rogerville
- Rolleville
- Saint-Martin-du-Manoir
- Saint-Romain-de-Colbosc
- Saint-Vaast-la-Hougue
- Trouville-sur-Mer

### Villes de moins de1 000 habitants
- Barfleur
- Mannevillette
- Notre-Dame-du-Bec
- Sandouville

## Économie

### Pêche
Les années 2010 voient l'apparition d'un conflit entre pêcheurs français et pêcheurs britanniques sur la pêche à la coquille Saint-Jacques, nommé par les médias la Guerre de la coquille.

## Environnement
La Seine contamine la baie de Seine (et le littoral du pays de Caux) aux polychlorobiphényles.
Un parc éolien en mer est retenu au large de Courseulles-sur-Mer. Le très grand parc éolien Centre-Manche, composé de deux zones contiguës Centre-Manche 1 et Centre-Manche 2, au large de la Seine-Maritime, du Calvados et de la Manche, est entre-temps annoncé,. Une partie de l'électricité produite par ces futurs parcs éoliens Centre Manche 1 & 2 pourrait transiter par le poste de Tourbe.
D'après Reporterre, l'usine de retraitement de la Hague provoquerait une pollution aux nitrates plus importante que celle du monde agricole.